# Waldquellenweg
Der Waldquellenweg „B42“ ist ein ca. 20 Kilometer langer Radrundweg im Burgenland der nach der gleichnamigen Mineralquelle in Kobersdorf benannt ist. Der Radweg führt durch den Naturpark Landseer Berge.

## Sehenswertes entlang der Strecke
- Schloss Kobersdorf eine Wasserburg aus dem 13. Jahrhundert
- im Kobersdorfer Elisabethpark entspringen zwei Mineralwasserquellen:
- Burgruine Landsee (westlich vom Markt Sankt Martin)